# Gene Okerlund
Eugene (Gene) Okerlund (Brookings, 29 november 1942 - Sarasota, 2 januari 2019), beter bekend als "Mean" Gene Okerlund, was een Amerikaans sportjournalist (met als specialisme professioneel worstelen) en presentator. Hij was bekend van zijn werk bij de American Wrestling Association (AWA), World Championship Wrestling (WCW) en World Wrestling Federation (WWF). Hij was zelf ook worstelaar.

## Kampioenschappen en prestaties
- World Wrestling Entertainment
  - Slammy Award voor "Best Commentator" (1986)
  - Slammy Award voor "Best Head" (1987) met Bam Bam Bigelow
  - WWE Hall of Fame (Class of 2006)